# Шкадінов Микола Іванович
Мико́ла Іва́нович Шка́дінов (1890, Орловська губернія, тепер Російська Федерація — 1944, місто Краматорськ, тепер Донецька область) — український радянський партійний діяч, член ВУЦВК, міський голова Юзівки та Краматорська. Член Центральної Контрольної Комісії КП(б)У в листопаді 1927 — червні 1930 р. Член ЦК КП(б)У в червні 1930 — січні 1934 р. Кандидат у члени Організаційного бюро ЦК КП(б)У в червні 1930 — червні 1933 р. Член ВУЦВК.

## Біографія
Після закінчення реального училища працював у Слов'янському депо. З 1910 р. — токар Краматорського машинобудівного заводу.
Член РСДРП(б) з 1917 року.
З 1917 року — скарбник, а з 29 вересня 1917 р. — голова Краматорської ради робітничих депутатів. Очолив придушення виступу українських військових частин Армії УНР у Бахмуті. У 1918–1919 р. — на підпільній роботі в Краматорську.
У лютому — червні 1919 р. — голова виконавчого комітету Ради Краматорського заводського району і Білянської волості Катеринославської губернії. У 1919–1920 р. — у Червоній армії.
У лютому — серпні 1920 р. — секретар Краматорського районного комітету КП(б)У Донецької губернії. У 1920–1921 р. — відповідальний секретар Слов'янського повітового комітету КП(б)У Донецької губернії.
У 1921 р. — голова виконавчого комітету Краматорської міської Ради Донецької губернії. До 1923 р. — голова виконавчого комітету Юзівської міської Ради Донецької губернії.
У 1923—1928 роках — голова виконавчого комітету Сталінської окружної ради.
У 1928—1930 роках — член президії Вищої ради народного господарства (ВРНГ) Української СРР — начальник відділу металів та із переробки сільськогосподарської сировини ВРНГ УСРР.
У 1930—1933 роках — завідувач відділу кадрів ЦК КП(б)У; завідувач розподільного відділу ЦК КП(б)У.
До 1935 р. — завідувач відділу радянської торгівлі Донецького обласного комітету КП(б)У.
З березня 1935 по 1940 рр. — голова Краматорської міської ради Донецької (Сталінської) області.
По тому — заступник із побуту директора Новокраматорського машинобудівного заводу Сталінської області. У 1941—1943 роках — перебував у евакуації в містах Орську та Електросталі.
У місті Краматорську, в якому помер 1944 року, сучасна вулиця Академічна носила назву цього діяча.